# Бунчуковский сельсовет
Бунчуковский сельский совет — муниципальное образование в составе Белокуракинского района Луганской области, Украина. Административный центр — село Бунчуковка.

## Территория
Бунчуковскому сельсовету подчинено кроме собственно села Бунчуковка также село Грицаевка. Сельский совет граничит (с севера по часовой стрелке) с Белокуракинским поселковым, Алексеевским сельскими советами Белокуракинского района, Светливским сельским советом Старобельского района, двумя сельскими советами Сватовского района, Демьяновским сельским советом Белокуракинского района. Территория сельсовета составляет 68,35 км², периметр — 48,359 км.
По территории сельсовета протекает река Козинка.

## Состав
Общий состав совета: 12 депутатов. Партийный состав: Партия регионов — 8 (66,7 %), Народная партия — 2 (16,7 %), Сильная Украина — 1 (8,3 %), самовыдвижение — 1 (8,3 %). Председатель сельсовета — Щербакова Валентина Анатольевна, секретарь — Коробка Людмила Николаевна.
| Бунчуковский сельский совет           | Бунчуковский сельский совет    | Бунчуковский сельский совет | Бунчуковский сельский совет                                                                        |
| № зп                                  | Фамилия, имя, отчество         | Дата признания избранным    | Сведения о избранном депутате                                                                      |
| Народная партия Украины               | Народная партия Украины        | Народная партия Украины     | Народная партия Украины                                                                            |
| ------------------------------------- | ------------------------------ | --------------------------- | -------------------------------------------------------------------------------------------------- |
| 1                                     | Коробка Людмила Николаевна     | 2 ноября 2010               | Образование высшее, член Народной партии, Бунчуковский сельский совет, секретарь.                  |
| 2                                     | Семидоцкая Наталья Николаевна  | 2 ноября 2010               | Образование высшее, член Народной партии, Бунчуковский сельский дом культуры, директор.            |
| Партия регионов                       |                                |                             | |
| 1                                     | Ведмеденко Ольга Григорьевна   | 2 ноября 2010               | Образование среднее, член Партии регионов, пенсионер.                                              |
| 2                                     | Щербак Лидия Ивановна          | 2 ноября 2010               | Образование среднее, член Партии регионов, временно не работает.                                   |
| 3                                     | Щербак Елена Леоновна          | 2 ноября 2010               | Образование высшее, член Партии регионов, СООО «Украина», главный бухгалтер.                       |
| 4                                     | Ледкова Надежда Ильинична      | 2 ноября 2010               | Образование среднее специальное, член Партии регионов, Грицаевский фельдшерский пункт, заведующая. |
| 5                                     | Щербак Людмила Михайловна      | 2 ноября 2010               | Образование среднее специальное, член Партии регионов, СООО «Украина», секретарь.                  |
| 6                                     | Пинчуков Владимир Иванович     | 2 ноября 2010               | Образование высшее, член Партии регионов, ОАО «Глория Джинс».                                      |
| 7                                     | Галинский Александр Евгеньевич | 2 ноября 2010               | Образование высшее, член Партии регионов, частный предприниматель.                                 |
| 8                                     | Грицай Виктор Николаевич       | 2 ноября 2010               | Образование среднее, член Партии регионов, временно не работает.                                   |
| Политическая партия «Сильная Украина» |                                |                             | |
| 1                                     | Грицай Наталья Александровна   | 2 ноября 2010               | Образование среднее, член Политической партии «Сильная Украина», ОАО «Глория Джинс», швея.         |
| Самовыдвижение                        |                                |                             | |
| 1                                     | Брусенко Анатолий Власович     | 2 ноября 2010               | Образование среднее, беспартийный, СООО «Украина», токарь.                                         |

## История
Председатели сельсовета:
- 26.03.2006 — 31.10.2010 — Щербакова Валентина Анатольевна, беспартийная (1962).

## Экономика
На землях сельского совета действует СООО «Украина», председатель Лавренко Николай Григорьевич.